# Elle qui chevauche les tempêtes
Elle qui chevauche les tempêtes (titre original : Windhaven) est un roman fix-up de science-fiction et de fantasy des écrivains américains George R. R. Martin et Lisa Tuttle publié en avril 1981. Il a été édité en français par Denoël en 1999 puis par J'ai lu en 2007 sous le titre Windhaven.
Composé de trois nouvelles, l'ouvrage est donc composé de trois parties, ainsi que d'un prologue et d'une épilogue. Les deux premières parties sont basées sur deux nouvelles, publiées préalablement, Les Tempêtes de Port-du-Vent (The Storm of Windhaven, 1975) et One-Wing (1980). Les Tempêtes de Port-du-Vent a obtenu à sa sortie le prix Locus du meilleur roman court 1976. Ces deux nouvelles ont été remaniées lors de leur inclusion dans ce roman pour former les deux premières parties, intitulées « Tempête » (« Storms ») et Une-Aile (« One-Wing »). La troisième partie a été écrite spécialement pour le roman et est intitulée « La Chute » (« The Fall »).

## Adaptation
L'adaptation en roman graphique, dessinée par Elsa Charretier, est sortie en juillet 2018 chez Penguin Random House.

## Éditions
- Windhaven, Timescape Books, 1er avril 1981, 348 p.  (ISBN 0-671-25277-1)
- Elle qui chevauche les tempêtes, Denoël, coll. « Lunes d'encre » no 1, 19 octobre 1999, trad. Patrick Marcel, 444 p.  (ISBN 2-207-24875-5)
- Windhaven, J'ai lu, coll. « Science-fiction » no 8226, 21 février 2007, trad. Patrick Marcel, 432 p.  (ISBN 978-2-290-35686-9)
- Elle qui chevauche les tempêtes, Gallimard, coll. « Folio SF » no 652, 6 février 2020, trad. Patrick Marcel, 544 p.  (ISBN 978-2-07-287686-8)